# پیر تورناد
پیر تورناد (فرانسوی: Pierre Tornade‎; ۲۱ ژانویهٔ ۱۹۳۰ – ۷ مارس ۲۰۱۲) بازیگر اهل فرانسه بود. او بین سال‌های ۱۹۵۶ تا ۱۹۹۸ در بیش از ۱۲۰ فیلم و برنامه تلویزیونی ظاهر شد.
از فیلم‌ها یا برنامه‌های تلویزیونی که وی در آن نقش داشته‌است می‌توان به ژاندارم در نیویورک، خالکوبی، شب ژنرال‌ها، مغز، و یک ماجراجو در تاهیتی اشاره کرد.

## درگذشت
تورناد در ۷ مارس ۲۰۱۲ پس از چند روز در کما در بیمارستانی در رامبوئییه درگذشت. او هفته قبل به‌طور تصادفی در راه پله‌های اقامتگاهش در ایولین سقوط کرده بود و از آن زمان در کما بود.